# Bujruk Kodihalli, Haveri
Bujruk Kodihalli là một làng thuộc tehsil Haveri, huyện Haveri, bang Karnataka, Ấn Độ.